# Troglohyphantes spinipes
Troglohyphantes spinipes este o specie de păianjeni din genul Troglohyphantes, familia Linyphiidae, descrisă de Fage, 1919. A fost clasificată de IUCN ca specie vulnerabilă.
Este endemică în Slovenia. Conform Catalogue of Life specia Troglohyphantes spinipes nu are subspecii cunoscute.